# Olbiogaster zonatus
Olbiogaster zonatus är en tvåvingeart som beskrevs av Edwards 1934. Olbiogaster zonatus ingår i släktet Olbiogaster och familjen fönstermyggor.
Artens utbredningsområde är Taiwan. Inga underarter finns listade i Catalogue of Life.